# 1863 en chimie
Cet article présente les faits marquants de l'année 1863 en chimie.

## Évènements
- 4 janvier : fondation à Hoechst près de Francfort de la Société Teerfarbenfabrik Meister Lucius & Co. (Hoechst) pour la production de colorants[1].
- 7 février : le chimiste anglais John Alexander Reina Newlands publie le premier tableau périodique des éléments, qui sont ordonnés en fonction de leurs masses atomiques relatives, et émet l'hypothèse, dans un article du 18 août 1865, de la loi des octaves selon laquelle les propriétés chimiques d'un élément de la table se retrouvent tous les huit éléments[2]. En 1869, Dimitri Mendeleïev, présente à la société russe de chimie, indépendamment des travaux de Newlands, une forme plus élaborée de la table, également selon les masses atomiques, qui est à la base de celle que nous utilisons aujourd'hui (classée par numéro atomique).
- 3 mars : fondation de la National Academy of sciences (Académie nationale des sciences) aux États-Unis[3].
- 1er août : création à Barmen de l'entreprise Friedrich Bayer & Co par le commerçant en couleurs et vernis Friedrich Bayer (1825-1880) et le maitre teinturier Friedrich Weskott (de)[4].
- 19 novembre : l’industriel belge Ernest Solvay dépose un brevet pour un procédé de fabrication bon marché de la soude[5]. Le carbonate de sodium obtenu est utilisé dans de nombreuses applications (savon dur, alumine, pâte à papier, etc.).
- 19 décembre : le chimiste écossais Frederick Walton obtient un brevet pour le linoleum[6].
- La notion de liaison multiple est proposée entre 1861 et 1863 par Josef Loschmidt[7]. Elle permet d’expliquer les structures de l'éthylène (CH2=CH2) et de l'acétylène () puis le mécanisme de l’hydrogénation[8].
- Indium découvert par Ferdinand Reich et Theodor Richter[9].

## Naissances
- 12 mars[10] : Vladimir Vernadsky (mort en 1945), minéralogiste et chimiste russe.
- 15 avril : Ida Freund (morte en 1914), première femme professeure d'université de chimie au Royaume-Uni[11].
- 19 avril[12] : Charles Moureu (mort en 1929), chimiste français.
- 15 juillet[13] : Alexandre Desgrez (mort en 1940), médecin, chimiste, hydrologiste et climatologue français.
- 16 septembre[14] : Karl von Auwers (mort en 1939), chimiste allemand.
- 14 novembre[15] : Leo Baekeland (mort en 1944), chimiste américain.

## Décès
- 28 août[16] : Eilhard Mitscherlich (né en 1794), chimiste et minéralogiste allemand.
- 18 novembre[17] : August Beer (né en 1825), mathématicien, chimiste et physicien allemand.